# Vespula structor
Vespula structor är en getingart som först beskrevs av Smith 1870.  Vespula structor ingår i släktet jordgetingar, och familjen getingar. Inga underarter finns listade i Catalogue of Life.